# Paratrichius thibetanus
Paratrichius thibetanus är en skalbaggsart som beskrevs av Pouillaude 1913. Paratrichius thibetanus ingår i släktet Paratrichius och familjen Cetoniidae. Inga underarter finns listade i Catalogue of Life.